# Mimon cozumelae
O  Mimon cozumelae é uma espécie de morcego da América do Sul, Central e do Norte . Ocorre especificamente no México, Guatemala, Belize, Honduras, Nicarágua, Costa Rica, Panamá e Colômbia . Em certa época, já foi considerada uma subespécie do Mimon bennettii. Pouco se sabe sobre a biologia deste morcego, apenas que sua população é consideravelmente grande. Nenhuma ameaça particular foi identificada e o número de indivíduos parece estável, não à toa a União Internacional para a Conservação da Natureza avaliou seu status de conservação como sendo de " menor preocupação ". 

## Taxonomia e etimologia
Foi descrito  em 1914 pelo zoólogo americano Edward Alphonso Goldman. O holótipo foi coletado em Cozumel por GF Gaumer.  No passado, já foi considerado uma subespécie do Mimon bennettii . 

## Descrição
O comprimento do antebraço é de 53-59 milímetros. Um indivíduo pesa aproximadamente 35 gramas . Sua dentição é de 2.1.2.3 1.1.2.3 para um total de 30 dentes. 

## Biologia e ecologia
Costuma se empoleirar em pequenos galhos em grupos durante o dia,  em cavernas de calcário ou em troncos ocos. Caça à noite e pode surpreender presas da folhagem das árvores. Sua dieta é composta por besouros, catidídeos, pássaros e lagartos. A reprodução ocorre no início da estação chuvosa, com as fêmeas dando à luz um único filhote. 

## Habitat
O Mimon cozumelae é encontrado em florestas maduras perenes, semideciduais e secas.  Foi documentado em uma gama de elevações de 0−600 metros (−1 969 pé) acima do nível do mar. 